# Louis René Villermé
 (avril 2020).
Si vous disposez d'ouvrages ou d'articles de référence ou si vous connaissez des sites web de qualité traitant du thème abordé ici, merci de compléter l'article en donnant les références utiles à sa vérifiabilité et en les liant à la section « Notes et références ».
Louis René Villermé, né le 10 mai 1782 à Paris où il est mort le 16 novembre 1863, est un médecin français, précurseur de la sociologie. Il est notamment considéré comme le concepteur de la médecine du travail.

## Biographie
Sa mère est une proche parente du général Lecourbe ; son père, René Jean Chrysostome Villermé, procureur au Grand Châtelet de Paris, a dû renoncer à sa charge et s'est retiré à Lardy, dont il était originaire. Le jeune René est baptisé à Paris en l'église Saint-Séverin, pour cacher le fait qu'il est un enfant né hors mariage. Il passe toute son enfance à Lardy, où ses parents se marient en 1792.
À l’issue de ses études à l’école du village, il décide de suivre la voie tracée par son grand-père paternel, qui était médecin, et il réussit à convaincre son père de l’envoyer à Paris.
La Convention nationale ayant supprimé les universités en septembre 1793, la création d’écoles de médecine avait pour objet, non de faire avancer la science, mais d’organiser un enseignement complet de l’art de guérir et de former des officiers de santé pour les armées et les départements de la République. Après trois années de travail, René Villermé est envoyé, en 1804, avec ses camarades, sur les champs de bataille de l’Empire avec le grade de sous-aide major au 75e régiment d’infanterie. Bien qu’il n’ait pas eu le titre de docteur en médecine, qui était indispensable pour obtenir de l’avancement, il est nommé chirurgien aide-major en 1806.
Il participe à de nombreuses batailles en Pologne puis en Espagne, où il séjourne quatre années. En 1810, las de remplacer son chef de service, il demande la protection de Pierre-François Percy, mais ce n’est que trois ans plus tard, en 1814, qu’il est promu au grade de chirurgien-major. C’est avec ce grade qu’il fait la campagne de France et qu’il est licencié en juin 1814.
Rendu à la vie civile, il prépare sa thèse en deux mois et la soutient le 22 août 1814 avec un mémoire intitulé Des fausses membranes, dédié à son père et à Philippe Pinel.
Aussitôt son diplôme obtenu, Villermé commence à exercer. Dès février 1815, il publie à la Société médicale d’émulation de Paris un mémoire sur les amputations partielles de l’avant-pied, fruit de son expérience en chirurgie de guerre. L'étendue de ses connaissances et la qualité de ses publications le font rapidement remarquer, et il est admis dans de nombreux cercles.
En 1817, il épouse Mlle Morel d’Arleux, fille de Louis Morel d'Arleux, conservateur au Louvre, et en 1818, il abandonne la pratique pour se consacrer à l’écriture.
En 1819, il devient secrétaire général de la Société d’émulation en même temps qu’il est admis dans un grand nombre de sociétés médicales ; il est élu membre de l'Académie de médecine en 1823 et de l'Académie des sciences morales et politiques en 1832 (il en sera le président en 1849). Il entre par ailleurs en 1831 au Conseil d'hygiène publique et de salubrité.
Il reprend partiellement ses activités cliniques pendant l’épidémie de choléra, qui fait près de 19 000 morts à Paris en mars 1832.
Devenu veuf en 1851, il vit auprès de sa fille, Mme de Freville, et malgré sa santé déclinante, il continue à suivre, de loin, des débats auxquels son âge ne lui permettent plus de prendre part.
Il s’éteint à son domicile parisien, au 26 rue Vieille-du-Temple dans le 4e arrondissement, le 16 novembre 1863 et est enterré au cimetière du Père-Lachaise.

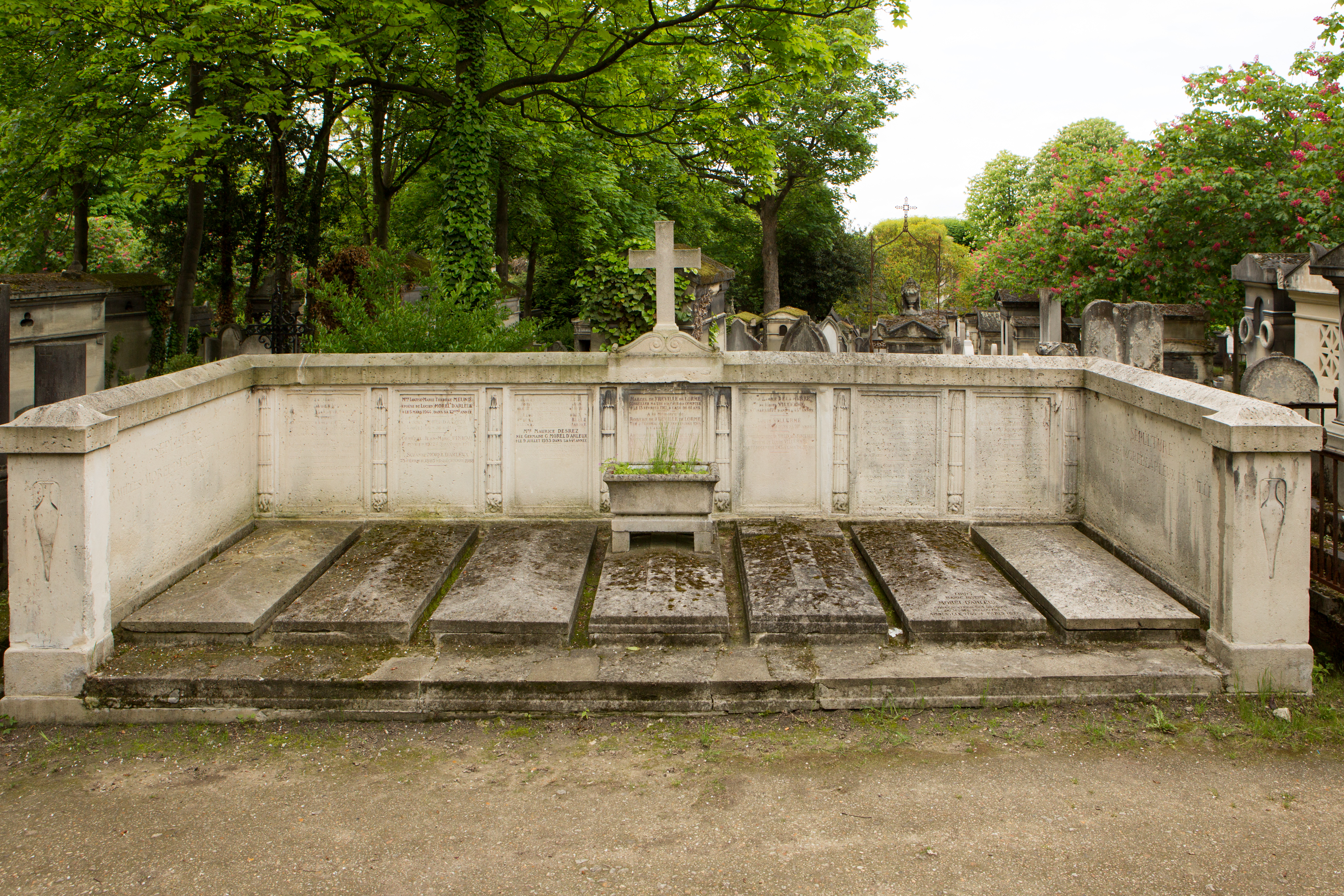
Sépulture de Louis-René Villermé au Père-Lachaise, 51e division

Une rue de Paris porte son nom dans le 11e arrondissement, tout comme à La Roche-sur-Yon (Vendée).

## Distinctions
- Officier de la Légion d'honneur (27 février 1856)[4]

## Œuvre

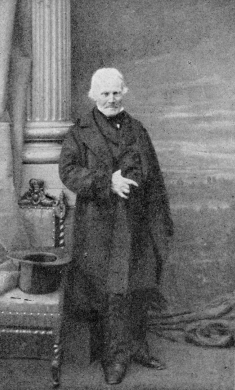
Louis-René Villermé à 78 ans.

À partir de 1819, il se consacre exclusivement à sa collaboration au Dictionnaire des sciences médicales : il a laissé de très nombreux articles, en faisant appel à ses souvenirs de guerre, sur les prisons, les prisonniers de guerre, le scorbut, le typhus, etc.
Il est, en 1829, l’un des fondateurs des Annales d’Hygiène Publique et il participe à la rédaction de nombreuses revues, passant par exemple d’un article sur la « Santé des moissonneurs » à un autre concernant les « Recherches statistiques sur la Ville de Paris ».
À la suite de l’épidémie de choléra de 1832, il publie une étude intitulée Le Choléra dans les maisons garnies de Paris » ; c’est la statistique la plus détaillée que l’on ait dressée sur les méfaits de l’absence d'hygiène.
La crise économique, qui allait en s’accentuant depuis 1827, arrivait à son comble après la Révolution de Juillet : en 1831, dans l’Aisne, des chômeurs menaçaient de pillage en réclamant des secours, à Lille, on comptait vingt cinq pour cent d’indigents ; dans les régions du nord, la misère était effroyable et l’espérance de vie avait baissé chez les tisserands et chez les ouvriers des manufactures de laine et de coton, où la mortalité infantile avait progressé ; la situation des filatures de coton de l’Alsace n’était pas plus enviable malgré les améliorations apportées par certains patrons à Mulhouse ou à Guebwiller[réf. nécessaire]. Villermé fait le tableau des enfants en haillons, pieds nus, allant travailler dans les usines de Mulhouse, n'ayant qu'un morceau de pain pour leur repas.
À la suite de plusieurs pétitions réclamant une réglementation sur le travail des enfants, l’Académie des sciences morales décide, en 1835, de se pencher sur le sujet et désigne deux enquêteurs : Louis-François Benoiston de Châteauneuf et Villermé. À ce dernier est confiée, entre juin 1835 et août 1837, la visite des départements où les industries du coton, de la laine et de la soie occupent le plus d’ouvriers. C’est ainsi qu’il se rend dans la région de Mulhouse, mais aussi à Lille, Roubaix, Tourcoing puis à Nîmes, Carcassonne, et dans la région de Lyon et Saint-Étienne au printemps 1836. Lors de chacun de ses déplacements, il étudie les conditions de travail des ouvriers mais également leur logement, leur alimentation, leur salaire, etc.
L’ouvrage né de ces patientes recherches porte le titre de Tableau de l'état physique et moral des ouvriers employés dans les manufactures de coton, de laine et de soie. Paru en 1840, il est à l'origine de deux lois :
- la loi sur le travail des enfants dans les manufactures, en 1841[7], qui limite l'âge d'admission dans les entreprises à huit ans, mais uniquement dans les entreprises de plus de 20 salariés ; elle est amendée en 1851[8], puis devient en 1874 la Loi sur le travail des enfants et filles mineures dans l'industrie, qui limite l'emploi avant 12 ans ;
- la première loi d’urbanisme en France interdisant la location de logements insalubres, en 1850.

Après la publication de son grand ouvrage, il fait paraître, en 1843, un mémoire sur Le travail et conditions des enfants dans les mines de Grande-Bretagne, puis un grand nombre de rapports sur les accidents du travail, Accidents produits dans les ateliers industriels par les appareils mécaniques, en véritable promoteur des lois sur la médecine du travail.

## Publications
- Louis-René Villermé (1782-1863), Tableau de l’état physique et moral des ouvriers employés dans les manufactures de coton, de laine et de soie, 1840
- De la santé des anciens ouvriers employés dans les fabriques (s.d.) lire en ligne sur Gallica.
- Des épidémies sous les rapports de l'hygiène publique (s.d.) lire en ligne sur Gallica.
- Des sociétés de prévoyance ou de secours mutuels (s.d.) lire en ligne sur Gallica.
- Mémoire sur la taille de l'homme en France (s.d.) lire en ligne sur Gallica.
- Note sur la mortalité parmi les forçats du bagne (s.d.) lire en ligne sur Gallica.
- Note sur les ravages du choléra morbus dans les maisons (s.d.) lire en ligne sur Gallica.
- Sur la durée moyenne des maladies aux différens âges (s.d.) lire en ligne sur Gallica.
- Des prisons telles qu'elles sont et telles qu'elles devraient être : par rapport à l'hygiène, à la morale et à la morale politique (1820) lire en ligne sur Gallica.
- De la mortalité dans les divers quartiers de la ville de Paris (1830) lire en ligne sur Gallica, publié en 2008 à La Fabrique, Paris.
- Mémoire sur la distribution de la population française (1837) lire en ligne sur Gallica
- De la mortalité des enfants trouvés (1838) lire en ligne sur Gallica.
- Tableau de l'état physique et moral des ouvriers employés dans les manufactures de coton, de laine et de soie (2 volumes, 1840) lire en ligne sur Gallica.
- Des associations ouvrières (1849) lire en ligne sur Gallica.
- Sur les cités ouvrières (1850) lire en ligne sur Gallica.